# Václav Horák (Fußballspieler)
Václav Horák (* 27. September 1912 in Kročehlavy; † 15. November 2000) war ein tschechoslowakischer Fußballspieler.

## Karriere

### Vereine
Horák begann in seinem Geburtsort beim dort ansässigen SK Kročehlavy mit dem Vereinsfußball. Dem Jugendalter entwachsen, wurde er vom SK Plzeň verpflichtet, für den er einzig in der Saison 1932/33 in der Státni Liga, der seinerzeit höchsten Spielklasse im tschechoslowakischen Fußball, Punktspiele bestritt. Von 1933 bis 1935 verstärkte er die Erstligamannschaft von SK Viktoria Plzeň, für die er auch zwei Spiele im Wettbewerb um den Mitropapokal bestritt. Hatte er mit seiner Mannschaft am 16. Juni 1935 Juventus Turin ein 3:3-Unentschieden im Hinspiel des Achtelfinales abtrotzen können, so unterlag er mit seiner Mannschaft am 23. Juni 1935 im Rückspiel in Turin mit 1:5, wobei er das Tor zum 1:4 in der 80. Minute erzielte.
Von 1935 bis 1939 kam er für Slavia Prag zum Einsatz, mit der Mannschaft er bereits in der Folgesaison die Meisterschaft gewann. Mit seinem Verein nahm er in vier aufeinanderfolgenden Jahren ebenfalls am Wettbewerb um den Mitropapokal teil, bestritt 14 Spiele und erzielte sechs Tore. Im Jahr 1938, in dem er mit sieben Spielen und mit vier erzielten Toren jeweils die meisten hatte, erreichte er mit seiner Mannschaft das Finale. Gegen Ferencváros Budapest endete das Hinspiel am 4. September in Prag mit 2:2-Unentschieden, mit dem 2:0-Sieg im Rückspiel am 11. September in Budapest wurde der Pokalsieg errungen.
Für seinen letzten Verein SK Slezská Ostrava spielte er anschließend bis  1946, in seiner letzten Saison – aufgrund der Namensänderung – für den SK Ostrava.

### Nationalmannschaft
Horák bestritt in einem Zeitraum von fünf Jahren elf Länderspiele für die Nationalmannschaft der Tschechoslowakei. Er debütierte am 29. April 1934 in Prag beim 2:2-Unentschieden im Freundschaftsspiel gegen die Nationalmannschaft Ungarns. Im Jahr 1935 bestritt er mit vier Länderspielen und drei erzielten Toren jeweils die meisten. Beim 3:1-Sieg am 17. März in Prag über die Schweizer Nationalmannschaft traf er zur 1:0-Führung in der achten Minute. Gleich zwei Tore gelangen ihm am 27. Oktober an selber Stätte beim 2:1-Sieg über die Nationalmannschaft Italiens. Mit der Mannschaft nahm er auch an der Weltmeisterschaft 1938 in Frankreich teil. Im Viertelfinalwiederholungsspiel am 14. Juni 1938 in Bordeaux bei der 1:2-Niederlage gegen die Seleção bestritt er sein einziges Turnierspiel. Seinen letzten Einsatz als Nationalspieler hatte er am 7. August 1938 im Råsundastadion von Solna; beim 6:2-Sieg über die Nationalmannschaft Schwedens gelang ihm mit dem Treffer zur 1:0-Führung in der 13. Minute auch sein letztes Länderspieltor. 

## Erfolge
- Mitropapokal-Sieger 1938
- Tschechoslowakischer Meister 1937